# しろっぷ
しろっぷは、北海道を拠点に活動する日本の男性お笑いコンビ。トリプルワン所属。ともに北海道札幌市白石区出身で、コンビ名も「しろいし」から来ている。

## メンバー
- じゅんぺい（1983年2月22日 - ）

ボケ担当。立ち位置は向かって左。
本名：亀田純平（かめだ じゅんぺい）。北海道札幌市白石区出身。江別市在住。血液型AB型、身長175cm、体重75kg。既婚。二児の父。
北海道札幌東高等学校卒業。吉本総合芸能学院（NSC）大阪校25期生。
メガネとスキンヘッドがトレードマーク。デビュー当初より前頭部が多少薄い状態であったが、2012年頃にスキンヘッドにした。
歴史の勉強、幕末史跡めぐり、幕末グッズ収集が趣味。特技は、早食い、すぐにハモることができること。
歴史を題材としたポッドキャスト「あんまり役に立たない日本史」で第5回JAPAN PODCAST AWARDS優秀賞を受賞した。
構成作家としても北海道のテレビ・ラジオ番組に携わっている。
- ひろし（1982年5月21日 - ）

ツッコミ担当。立ち位置は向かって右。
本名：小原寛史（おばら ひろし）。北海道札幌市白石区出身。血液型B型、身長166cm、体重78.0kg。既婚（2019年5月1日結婚）。二児の父。
北海道札幌清田高等学校、学校法人谷内学園札幌幼児保育専門学校卒業。
元保育士。保育士資格、幼稚園教諭免許を保有している。
食べ歩き、なぞなぞ作り、ギャグ作りが趣味。特技は、赤ちゃんの泣きマネ、鼻の穴貯金。舌の音で曲を奏でることコンカンミュージシャン。グルメボーイひろしを自称している。
タカアンドトシのタカが率いる、タカ軍団の札幌支部長に任命されている事を、『ynn-hokkaido-ch2』内で、告白している。
痛風もちで、スベリ芸を得意としている。
トム・ブラウン・布川ひろきとその兄とは小学校からの幼なじみ。
すすきのでバーを経営している。

## 経歴
札幌市立柏丘中学校の同級生で友人関係。当時はひろしが人気者であった。2002年、じゅんぺいが吉本総合芸能学院（NSC）大阪校に入所（25期生）。以降『しろっぷ』結成までの間、大阪・東京で活動。現在も交流のある数少ない同期が、秋山賢太（アキナ）である。
じゅんぺいが帰郷後、保育士として働いていたひろしを誘い、2009年2月にコンビを結成。 オーディションライブ「笑道」に合格し、よしもとクリエイティブ・エージェンシー札幌事務所に入所に至った。同年5月3日、事務所の先輩であるタカアンドトシの冠番組『どぉーだ!Presents タカトシ牧場』の牧場管理芸人オーディションに、芸歴1ヶ月の新人芸人ながらも合格。牧場管理芸人としてレギュラー出演となり、全道デビューをした。2011年4月、 北海道テレビ放送「エンプロ」および北海道文化放送「タカトシ牧場+」に出演開始。
2012年3月、よしもとクリエイティブ・エージェンシーが運営するサイト『YNN 47LIVE』内でUstream『ynn-hokkaido-ch2』(その後『北海道しろっぷチャンネル』に改称)にて配信を開始。4月より北海道住みます芸人に就任。5月7日、『ynn-hokkaido-ch2』内にて、ハゲペディア・ハゲビアの泉、新コーナー「DHQ（道新ヘッドラインクイズ）」を開始。
2013年7月に『どさんこラジオ』中継コーナーのレポーターに起用され、以降STVラジオのレギュラーを長きにわたって持ち続けている。『爆笑問題カーボーイ』にて太田光が全国のローカルラジオ番組をいじるネタでは常連としてよく言及された。
M-1グランプリ2016にて3回戦に進出。2015年のM-1グランプリ復活後、北海道予選を経て3回戦に進出した初めてのコンビとなり、その後2023年につちふまズ、偽ビートルズが3回戦に進出するまで、7年にわたって道内最高記録となっていた。またキングオブコント2024では準々決勝に進出しており、北海道芸人として唯一、M-1グランプリとキングオブコントの両方で2回戦突破経験を持っている。
2018年3月16日、しろっぷSHOWROOM配信開始。
2020年3月いっぱいで札幌吉本を退社したことを発表。同時に、住みます芸人を退任（後任はコロネケン）。4月15日、トリプルワンへの移籍を発表。コンビは継続し、引き続き北海道を拠点に活動する。トリプルワン移籍後しばらく吉本所属芸人との表立った共演はなかったが、2023年頃からはタカアンドトシなどと共演している。

## 芸風
- 漫才、コントともに行う。漫才ではひろしが「いい加減にしろっぷ！」とツッコんで締める。
- ひろしは、主にすべり芸や言葉遊びを扱う。「＆(アンド)」を多用したり（例「こん＆ばんわぁ～」「イナ＆バウワ～」「正&解」「乾&杯」など[8]） 美味しいものを食べた時には、「うま山うま太郎」「うま原うま夫」「おいしろっぷ」「うまアロハ」などと言う。謝るときは、「ソーソーリー」と言う。
- じゅんぺいは、ボケやキレ芸、オネエ言葉を使うオネエ芸を扱う。「エンプロ」内ではスナックのママ「じゅんこママ」として出演[9]。

## メディア出演

### コンビ
ラジオ　
- 工藤じゅんきの十人十色 中継コーナー（STVラジオ、2015年4月 - 毎週月 - 金曜日 11:00前後）
- まるごと!エンタメ〜ション 中継コーナー（STVラジオ、2021年4月～毎週（月）（火）（金）14:40頃 - 中継担当 2016年4月 - 2021年3月 毎週月 - 金曜日 15:20頃の中継担当）
- しろっぷのぶちかまし（STVラジオ、2023年4月 - ）
- TURNING!～Rooting for You～（STVラジオ、2023年10月 - レギュラーパーソナリティ）
- 草野あずみのハッピー競馬（STVラジオ、2024年4月 - 「もっと知りたい!ホッカイドウ競馬」コーナー担当）

過去（テレビ）
- タカトシ牧場（北海道文化放送、2009年5月3日 - 2017年3月25日）

番組内では、牧場の管理・タカアンドトシのサポート・雑用をする「牧場管理芸人」という役職。牧場の様子・作業風景など番組ブログ「牧場管理芸人しろっぷのタカトシ牧場日記」に連載された。
- 石黒彩ママの美味しいは楽しい〜Uキッズ2009〜（北海道文化放送、2009年8月22日）
- 情報サプリ（北海道テレビ放送、2009年7月 - 2011年3月）
- 三人のクボタサユ（NHK総合、2013年11月18日）

NHK札幌放送局制作。北海道エリアのみ放送。サユの中学時代の同級生役リョウ（じゅんぺい）・ケイスケ（ひろし）として出演。
- ウォッチング札幌（テレビ北海道、火曜日 22:54 - 23:00 不定期出演）
- エンプロ（北海道テレビ放送、2011年4月6日 - 2015年3月）

同期間に出演していた、同じ札幌吉本所属「サンモジ」の解散、「市原」の東京移籍に伴うメンバー交代により卒業。
- 笑道（北海道文化放送、毎月最終木曜日 不定期出演）
- 土曜プレゼンアワー（北海道文化放送、毎週土曜日 不定期出演）
- ケンイチ（BS日テレ、金曜日 24:00-25:00 不定期出演）
- 秘密のケンミンSHOW極（2022年9月29日、読売テレビ）- 大通りビアガーデンに一般の客としている所を、とうもろこしについてインタビューされる。

過去（ラジオ）
- BAKU★GEKI（おびひろ市民ラジオFM WING、隔週土曜日 14:00 - 16:00、- 2011年10月1日）
- 恵庭おもしろっぷまっぷ（えにわコミュニティ放送 e-niwa、金曜日 17:40 - 17:50、- 2013年9月）
- どさんこラジオ 中継コーナー（STVラジオ、月・木曜日 12:30 - ・15:10 - 、2013年7月 - 2015年3月）
- しろっぷのおもしろっぷラジオ（STVラジオ、毎週日曜日 23:00 - 23:30、2013年10月6日 - 2014年3月）
- イヤーエンドバラエティ しろっぷショー（STVラジオ、2014年12月30・31日、16:00 - 17:00）
- サンモジ・しろっぷの独立宣言（STVラジオ、2014年4月5日 - 2014年9月）
- サンモジ・しろっぷのモーニングシャワー（笑）（STVラジオ、日曜日 6:30 - 6:45、2014年10月 - 2015年3月）
- 平成ラストラン! 新時代へGO! 春からもイイことイロイロ STVラジオ（STVラジオ、土曜日 8:00 - 14:25、2019年3月30日）
- しろっぷのいい加減にしろっぷ！（STVラジオ、2015年4月 - 2021年3月 毎週月曜日 21:00 - 21:30）
- 生活情報バラエティわくわくラジオ 走れ!ホッカイドウ競馬（STVラジオ、2013年4月 - 毎週火曜日　14:05頃）※ホッカイドウ競馬レース開催期のみ
- 吉川のりおの聞いてナットク!のりのりラジオ→中継コーナー（STVラジオ、2014年4月 - 2016年3月 毎週月 - 金曜日 15:20頃）
- イイ加減にしろっぷサンデー（STVラジオ、2021年4月 -  2023年3月末 毎週日曜日 13:00 - 17:00、  2023年4月 - 2024年3月末  毎週日曜日 13:00 - 15:00）

過去（ネット配信）
Ustreamにて配信
- 北海道しろっぷチャンネル - かつて実施していた、YNN47LIVE北海道2「ynn-hokkaido-ch2」を踏襲（2015年3月31日終了）

### 単独

#### じゅんぺい
- ラジオノマド（STVラジオ、2025年4月 - ）

ひろし
- イチオシ!（北海道テレビ、2011年3月30日 - 2013年3月20日）

月・水曜の「イチオシ!生中継」を担当し、中継リポーターとして出演。
- まるごと!エンタメ〜ション （STVラジオ)
  - ようじのぢかん 8月第2週(2022年8月8日-2022年8月12日)
- しろっぷひろしのススキノヒロシ前（COCONO SUSUKINO、2024年1月 - [10]）
- ともやtoひろし（FM NORTH WAVE、2024年10月 - [11]）

## 単独ライブ
- 2010年11月24日  -「第1回しろっぱーの集い〜ノンシュガー〜」
- 2012年1月20日 - 「第2回しろっぱーの集い〜微糖〜」
- 2013年4月5日 - 「第3回しろっぱーの集い」
- 2013年11月22日 - 「ひろしが作ったネタだけやります」
- 2015年5月24日 - 「第4回しろっぱーの集い」

## 賞レース成績
- 2011年3月13日 - 「第5回笑道頂上決戦」出場
- 2012年3月11日 - 「第6回笑道頂上決戦」出場
- 2013年3月10日 - 「第7回笑道頂上決戦」出場
- 2014年3月16日 - 「第8回笑道頂上決戦」出場
- 2015年3月14日 - 「第9回笑道頂上決戦」出場
- M-1グランプリ2015 - 1回戦敗退
- M-1グランプリ2016 - 3回戦進出（追加合格）
- M-1グランプリ2017 - 1回戦敗退
- 2018年3月18日 - 「第12回笑道頂上決戦」出場
- 2019年3月9日 - 「第13回笑道頂上決戦」出場
- M-1グランプリ2019 - 2回戦進出
- M-1グランプリ2023 - 2回戦進出
- キングオブコント2024 - 準々決勝進出
- M-1グランプリ2024 - 2回戦進出

## 出囃子
光GENJI『パラダイス銀河』